# Ruffo (Adelsgeschlecht)

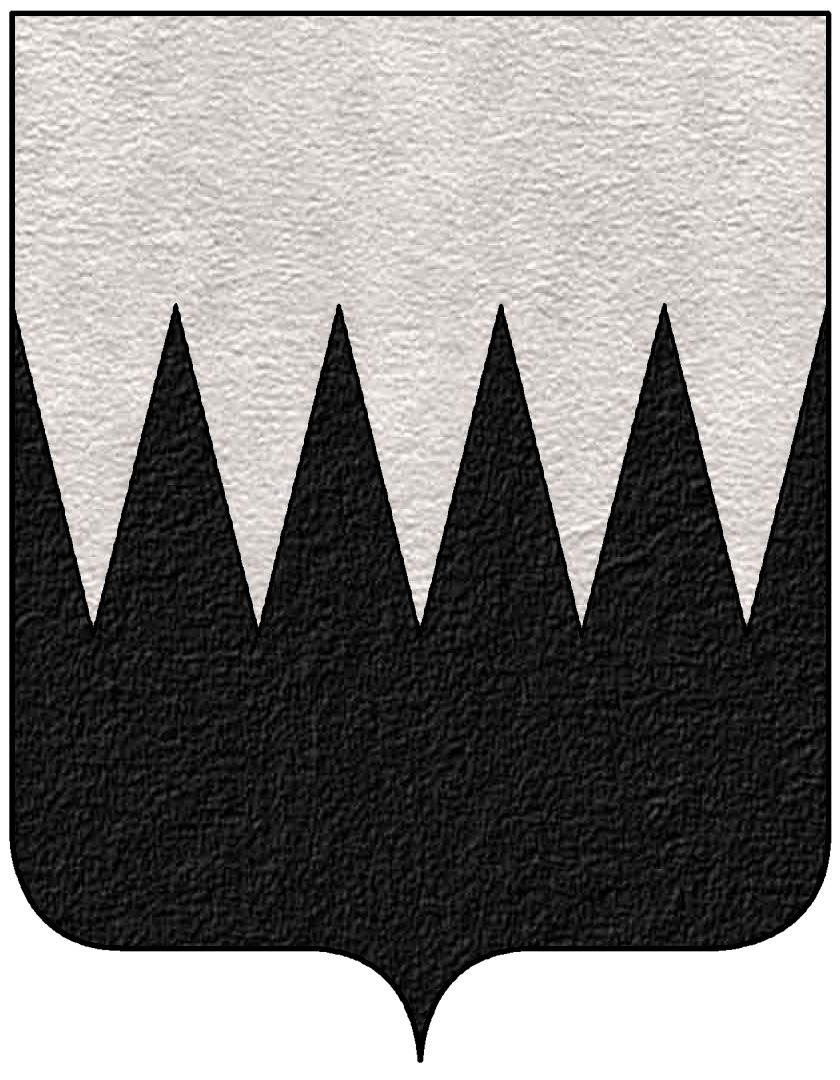
Wappen des Hauses Ruffo

Ruffo ist eine der wichtigsten hochadeligen Familien des einstigen Königreichs Neapel.

## Geschichte
Leo Marsicanus erwähnt in seiner Chronica Monasterii Casinensis 1046 einen Ademaro Ruffo, der sich mit den byzantinischen Kaisern verbündet, um Apulien und Kalabrien wieder unter ihre Kontrolle zu bringen. Der Name Rufus kam jedoch unter den Normannen, die damals Süditalien und Sizilien erobert hatten, häufiger vor. Auch ein byzantinischer Ursprung der Familie, der ihrer Familienlegende entspricht, kann nicht ausgeschlossen werden, zumal Waräger und Normannen sich auch in Byzanz als Kaufleute niedergelassen hatten.
Der Aufstieg der Familie beginnt mit Pietro I. Ruffo, Graf von Catanzaro († 1257), einem der einflussreichsten Männer am Hof des Stauferkaisers Friedrich II., dem er als Richter und Marschall diente; unter dessen Sohn Konrad IV. war er Balivo und schließlich Vikar von Sizilien und Kalabrien. Er stellte sich dann aber offen gegen dessen Nachfolger Manfred von Sizilien und wurde daher von dessen Anhängern vertrieben, enteignet und schließlich ermordet. Auch sein Neffe Giordano Ruffo, einst Kastellan Friedrichs II., entfernte sich von den Staufern, stellte sich auf die Seite Papst Alexanders IV. und wurde von den Ghibellinen dafür verurteilt. Pietro II. (1230–1310) lebte mit seiner Familie im Exil in Frankreich, bis er mit dem siegreichen Karl I. von Anjou nach Süditalien zurückkehrte und wieder als Graf von Catanzaro eingesetzt wurde.
Die Familie teilte sich schon in den folgenden Generationen in zwei Linien: die Linie der Grafen von Catanzaro samt ihrem jüngeren Zweig, den Grafen von Montalto (bezogen auf Montalto Uffugo, Kalabrien), und die Linie der Grafen von Sinopoli. Während die ältere Linie im 15. Jahrhundert ausstarb, existiert die jüngere in vielen Zweigen noch heute.
Die bekanntesten Familienmitglieder sind:
Im Mittelalter und aus der älteren Linie:
- Polissena Ruffo di Montalto, Ehefrau von Francesco I. Sforza Herzog von Mailand, und deren Schwester
- Covella Ruffo di Montalto, Ehefrau von Charles d’Anjou, Herzog von Maine und Anwärter auf den Thron Neapels

In der Neuzeit und aus der jüngeren Linie:
- Fulco Ruffo di Calabria, italienischer Jagdflieger, und seine Tochter
- Paola Ruffo di Calabria, die Königin der Belgier als Ehefrau Alberts II.

Hinzu kommen eine Reihe von Kardinälen, darunter vor allem Fabrizio Dionigi Ruffo (1744–1827).
Die Ruffo gehörten zu den Sieben Großen Häusern des Königreichs Neapel, neben den Acquaviva, Celano, Evoli, Marzano, Molise und Sanseverino. (Die Häuser Evoli, Marzano und Molise sind heute erloschen.) Zu den Unterstützern der Sieben gehörten die Familien d’Aquino, del Balzo und Piccolomini.

## Stammliste (Auszüge)

### Die ersten Generationen
1. Conte Sigerio Ruffo * 1198 † 1250; ⚭ Belladama di Catanzaro * 1201 † 1262
  1. Conte Pietro Ruffo di Catanzaro * 1221 † 1302; ⚭ Giovanna d'Aquino † 1300 – Nachkommen: die Ruffo di Catanzaro, siehe unten
  2. Conte Fulcone Ruffo * 1224 † 1278; ⚭ Margherita von Pavia * 1227 † 1281 – Nachkommen: die Ruffo di Sinopoli, siehe unten
  3. Conte Giovanni Ruffo * 1227; ⚭ I Benincasa di Oppido; ⚭ II Costanza di Sangineto

### Die Ruffo di Catanzaro

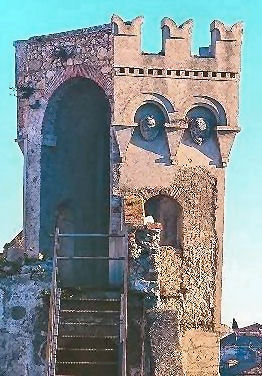
Turm der Normannenburg von Catanzaro

1. Conte Pietro Ruffo di Catanzaro * 1221 † 1302; ⚭ Giovanna d’Aquino † 1300 – Vorfahren siehe oben
  1. Conte Giovanni Ruffo di Catanzaro; ⚭ Francesca di Licinardo
    1. Conte Pietro II Ruffo di Catanzaro; ⚭ Sibilla di Reggio
      1. Conte Antonello Ruffo di Catanzaro
        1. Conte Niccolò Ruffo di Catanzaro, Markgraf von Crotone, Vizekönig von Kalabrien; ⚭ Marguerite de Poitiers (Haus Poitiers-Valentinois)
          1. Polissena Ruffo; ⚭ Louis de Poitiers (Haus Poitiers-Valentinois)
          2. Giovannella Ruffo; ⚭ Principe Antonio di Colonna-Salerno
          3. Enrichetta Ruffo; ⚭ Baron Antonio di Centiglia-Colisano
          4. Gozzolina Ruffo; ⚭ Principe Luca di Sanseverino, 3. Duca di San Marco (Haus Sanseverino)

        2. Conte Giovanni Ruffo

      2. Antonella Ruffo

    2. Elisabetta Ruffo; ⚭ Gerardo di Sanginto
    3. Giovanna Ruffo; I ⚭ Filippo Stendardo di Tommaso; ⚭ II Goffredo d'Marzano; ⚭ III Giovanni della Amendolea
    4. Conte Corrado Ruffo
    5. Conte Berardo Ruffo
    6. Conte Nicola Ruffo; ⚭ Lancia di Merlotto
      1. Conte Riccardo Ruffo
      2. Giovanna Ruffo; ⚭ Restaino Cantelmo

    7. Conte Tommasa Ruffo

  2. Claricia Ruffo; ⚭ Gentile Orsini † 1314
  3. Conte Giordano Ruffo di Montalto † 1343; ⚭ Giovannella della Leonessa – Nachkommen : die Ruffo di Montalto, siehe unten
  4. Belladonna Ruffo; ⚭ Giovanni di Gianvilla
  5. Giacoma Ruffo; ⚭ Conte Riccardo di Aquila-Fondi
  6. Conte Sergio Carlo Ruffo
    1. Conte Benedetto Ruffo; ⚭ Elena di Ranone

### Die Ruffo di Montalto
1. Conte Giordano Ruffo di Montalto † 1343; ⚭ Giovannella della Leonessa – Vorfahren siehe oben
  1. Conte Giovanni Ruffo di Montalto
    1. Conte Carlo Ruffo di Montalto; ⚭ I Laudonina di Sabrano; ⚭ II Giovanna Sanseverino (Haus Sanseverino)
      1. Conte Antonio Ruffo di Montalto; ⚭ Giovannella Sanseverino (Haus Sanseverino)
        1. Giovanna Ruffo; ⚭ Principe Francesco di Prignano-Capua
        2. Covella Ruffo; ⚭ I Jacopuzzo della Marra; ⚭ II Ruggiero di Sanseverino, 1. Duca di San-Marco (Haus Sanseverino)
        3. Conte Carlo Ruffo di Montalto; ⚭ Ceccarella Sanseverino (Haus Sanseverino)
          1. Polissena Ruffo di Montalto; ⚭ I Jacques Mailly; ⚭ II Francesco I. Sforza Herzog von Mailand * 1401 † 1465/66 (Sforza)
          2. Covella Ruffo di Montalto; ⚭ Giovanni Antonio di Marzano Herzog von Sessa; ⚭ II Charles d’Anjou, Herzog von Maine * 1414 † 1472 (Haus Valois-Anjou)

        4. Conte Leonello Ruffo

      2. Conte Carlo Ruffo di Montalto
        1. Conte Roberto Ruffo di Montalto

  2. Conte Carlo Ruffo; ⚭ Odolina di Chiaramonte
  3. Covella Ruffo; ⚭ Conte Corrado di Antiochia-Caprizzi

### Die Ruffo di Sinopoli
1. Conte Fulcone I Ruffo * 1224 † 1278; ⚭ Margherita von Pavia * 1227 † 1281 – Vorfahren siehe oben
  1. Conte Arrigo Ruffo * 1249 † 1311; ⚭ Margherita di San Lucido * 1255 † 1327
    1. Conte Guglielmo I Ruffo di Sinopoli * 1276 † 1342; ⚭ I Eloisa d'Eronville * 1307 † 1363; ⚭ II Caterina
      1. Conte Fulcone IV Ruffo di Sinopoli * 1331 † 1400; ⚭ Covella d'Alife * 1347 † 1408
        1. Margherita Ruffo; ⚭ I Giovanni Antonio di Costanzo * 1360; ⚭ II Conte Nicolo di Caracciolo-Ugot * 1331
        2. Conte Guglielmo Ruffo di Sinopoli * 1369 † 1426; ⚭ Lucrezia di Caracciolo * 1374 † 1448
          1. Madeleine Ruffo * 1398; ⚭ Conte Nicolo Ruffo
            1. Marie Ruffo; ⚭ Nicolo Conclubet
            2. Angiolella Ruffo; ⚭ Giovanni de Ascaris
            3. Conte Angelo Ruffo
            4. Covella Ruffo; ⚭ Conte Giovanni Battista di Caracciolo-Gerace
            5. Caterina Ruffo; ⚭ Conte Ottino di Caracciolo-Nicastro
            6. Margherita Ruffo
            7. Lisa Ruffo; ⚭ Francesco Brancia

          2. Conte Carlo Ruffo di Sinopoli * 1399 † 1478; ⚭ Guglielma Caterina Grimaldi
            1. Covella Ruffo; ⚭ Conte Marino di Correale-Terranova

Wappen der Fürsten Ruffo von Scilla

            2. Kastell Ruffo in Scilla (Kalabrien)Wappen der Fürsten Ruffo von ScillaConte Giovanni Ruffo di Sinopoli; ⚭ Eleonora de Cardenas

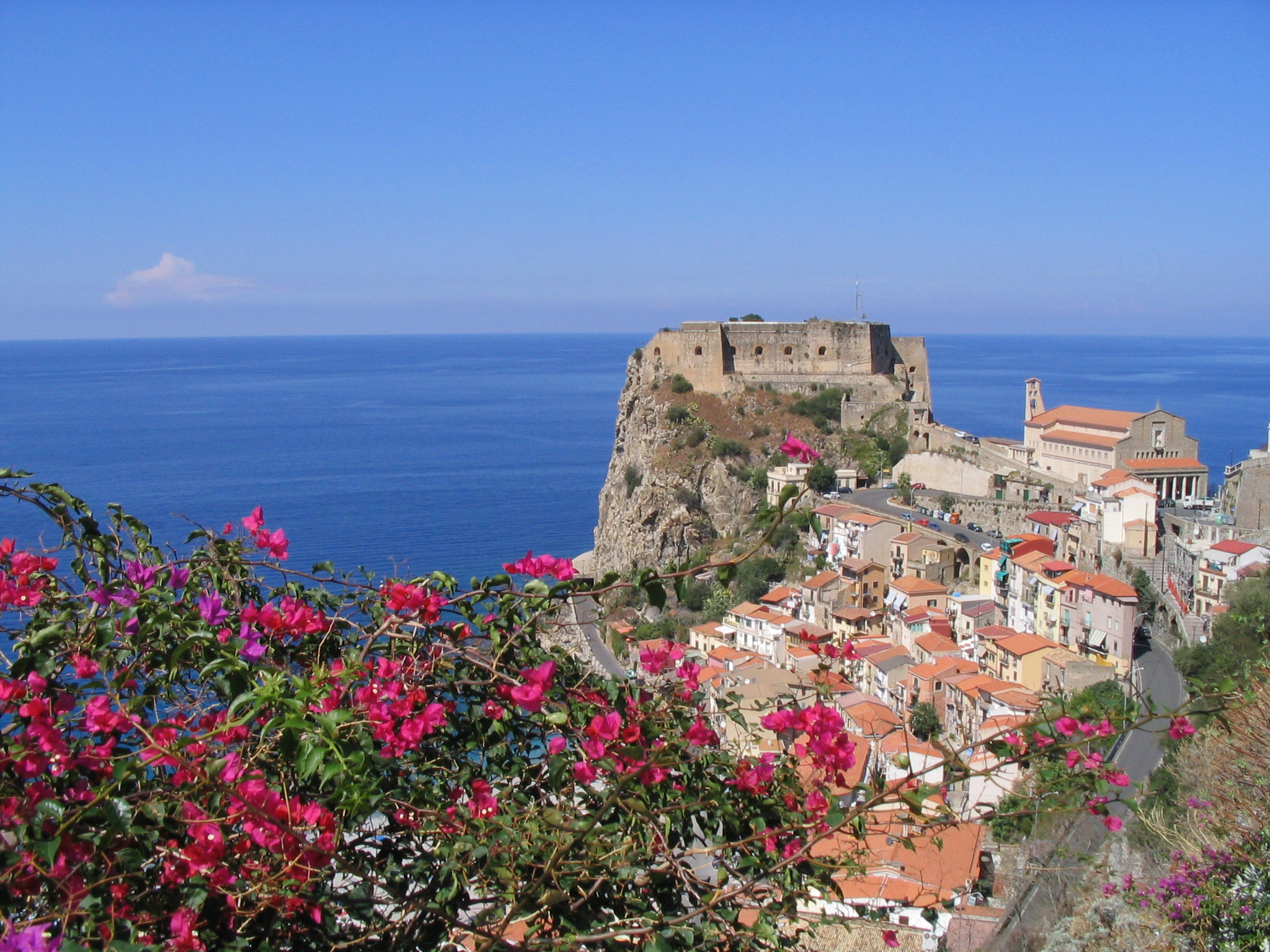
Kastell Ruffo in Scilla (Kalabrien)

              1. Conte Paolo Ruffo di Sinopoli, Herr von Scilla; ⚭ Caterina Spinelli
                1. Fabrizio Ruffo, 1. Fürst von Scilla; ⚭ I Isabella d'Acquaviva; ⚭ II Ippolita di Gennaro-Nicotera
                  1. Margherita Caterina Ruffo † 1650/51; ⚭ Herzog Giosia von Acquaviva-Atri * 1574 † 1620
                  2. Maria Ruffo; ⚭ Conte Vincenzo Ruffo

                2. Conte Marcello Ruffo di Calabria; ⚭ Giovanna Benavides – Nachkommen : die Ruffo di Calabria – siehe unten
                3. Giulia Ruffo; ⚭ Conte Federico di Carafa-Policastro
                4. Conte Girolamo Ruffo
                5. Diana Ruffo
                6. Ippolita Ruffo; ⚭ Geronimo Tomacelli
                7. Conte Giulio Antonio Ruffo
                8. Conte Giovan Battista Ruffo
                9. Conte Virgilio Ruffo
                10. Conte Carlo Ruffo
                11. Vittoria Ruffo; ⚭ Ottaviano Sersale
                12. Conte Ottavio Ruffo; ⚭ Isabella Sanchez
                  1. Caterina Ruffo
                  2. Diana Ruffo

              2. Violante Ruffo; ⚭ Guttieres de Nava
              3. Diana Ruffo
              4. Alvina Ruffo * 1526 † 1558; ⚭ Conte Bernardo Ruffo-Bagnara * 1524 † 1587

          3. Conte Nicola Antonio Ruffo * 1401 † 1467; ⚭ Elisabetta Ruffo * 1414 † 1483
            1. Conte Esau Ruffo * 1438 † 1510; ⚭ Girolama de Carretto * 1445
              1. Conte Bernardo Ruffo * 1467 † 1524; ⚭ Isabella Mastrogiudice * 1471 † 1537

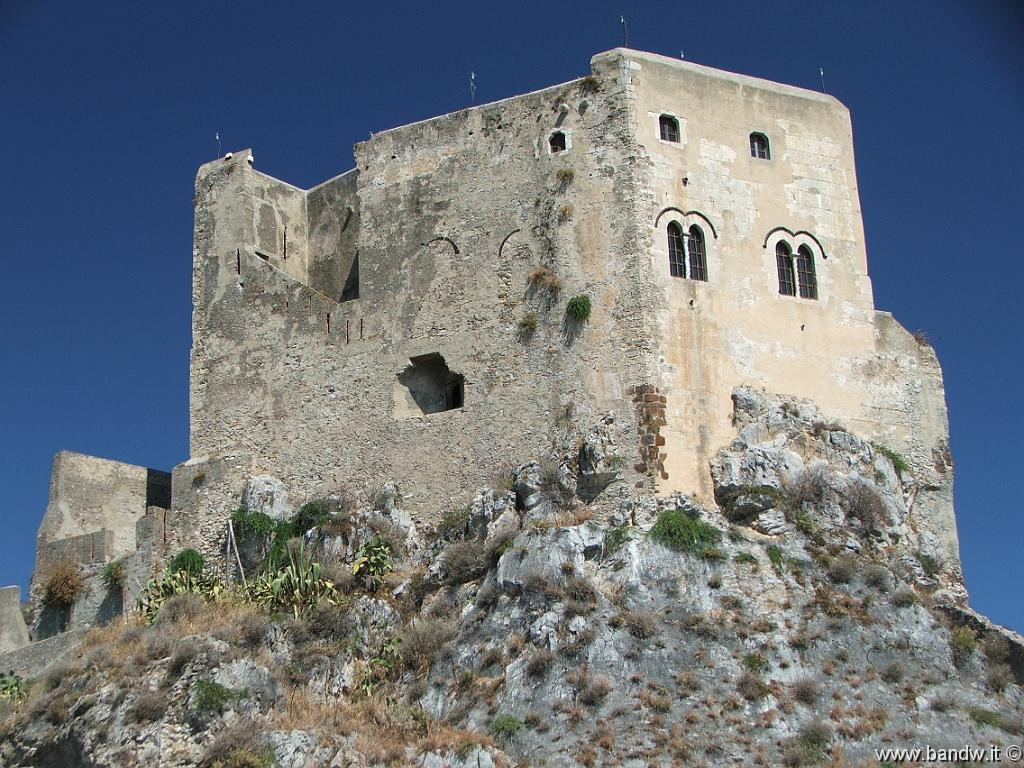
Kastell Scaletta (der Fürsten Ruffo della Scaletta aus dem Zweig Bagnara)

                1. Kastell Ruffo in BagnaraKastell Scaletta (der Fürsten Ruffo della Scaletta aus dem Zweig Bagnara)Conte Guglielmo Ruffo * 1493 † 1548; ⚭ Antonia Spadafora * 1501 † 1567 – Nachkommen : die Ruffo di Bagnara und Baranello (Fürsten von Castelcicala)[1]
                2. Conte Giovanni Ruffo * 1495; ⚭ Vittoria Claver
                  1. Conte Fabrizio Ruffo
                  2. Conte Cesare Ruffo
                  3. Conte Leonardo Ruffo

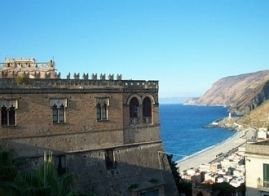
Kastell Ruffo in Bagnara

                  4. Livia Ruffo; ⚭ Scipione Cavallo

                3. Diana Ruffo * 1497; ⚭ Baron Giovanni di Claver-Casoleto * 1490
                4. Conte Antonino Ruffo * 1501; ⚭ Giovanna Umano
                  1. Conte Carlo Ruffo

            2. Conte Guglielmo Ruffo * 1440
            3. Alvina Ruffo * 1441; ⚭ Conte Luigi I. d'Aquino-Castiglione
            4. Conte Enrico Ruffo * 1442
            5. Conte Carlo Ruffo * 1445; ⚭ Alfonsina di Longobucco

          4. Conte Esau Ruffo * 1404; ⚭ Albina di Centelles
          5. Conte Fedame Ruffo * 1407

        3. Conte Nicolo Ruffo * 1371; ⚭ Maddalena Ruffo
        4. Conte Arrico Ruffo * 1377; ⚭ Martuscella Caracciolo

      2. Conte Ruggiero Ruffo * 1333
        1. Conte Ponzio Ruffo; ⚭ Caterina Ruffo (seine Cousine, das Mädchen von Conte Guglielmo II Ruffo)

      3. Conte Carlo Ruffo; ⚭ Arrigilda Ruffo (seine Cousine, das Mädchen von Corrado Ruffo dei Conti di Catanzaro)
        1. Conte Guglielmo II Ruffo; ⚭ Caterina d'Allamanon
          1. Caterina Ruffo; ⚭ Conte Ponzio Ruffo – angebliche[2] Nachkommen : die ROUX de LAMANON [3], siehe: Schloss Lamanon (Provence)

        2. Conte Luigi Ruffo
          1. Conte Giorgio Ruffo
            1. Conte Luigi Ruffo
              1. Conte Eliazzaro Ruffo; ⚭ Caterina de Rochas
                1. Conte Giovanni Ruffo; ⚭ Maddalena de Laugier – Nachkommen : die Roux[4]
                2. Giacomina Ruffo
                3. Conte Giovanni Ruffo
                4. Antonietta Ruffo
                5. Conte Burgie Ruffo
                6. Caterina Ruffo

              2. Delfina Ruffo

            2. Conte Pietro Ruffo

      4. Conte Arrico Ruffo; ⚭ Giulia Cantelmo
        1. Giovanna Ruffo; ⚭ Conte Tommaso di Sanseverino-Ruvo-Terlizzi (Haus Sanseverino)
        2. Conte Antonello Ruffo; ⚭ Maria Filangieri
          1. Conte Giacomo Ruffo; ⚭ Antonia de Amondolea
          2. Conte Arrico Ruffo
          3. Conte Giovan Nicola Ruffo; ⚭ Raimundetta Centelles
            1. Conte Antonello Ruffo; ⚭ Beatrice Malda
              1. Geronima Ruffo; ⚭ I Alfonso Ayerbo d'Aragona di Simmari; ⚭ II Alfonso della Rosa

          4. Conte Giordano Ruffo
          5. Caterina Ruffo
          6. Nicolaia Ruffo

      5. Margherita Ruffo; ⚭ Giordano Arena
      6. Luisa Ruffo; ⚭ Arrico Filangieri

    2. Conte Pietro Ruffo * 1278
      1. Conte Pierino Ruffo; ⚭ Giovanna Torda

    3. Jacopa Ruffo * 1280
    4. Conte Fulcone Ruffo * 1281; ⚭ I Berarda della Guardia; ⚭ II Altadonna di Balbano
    5. Margherita Ruffo * 1283; ⚭ Boemondo di Oppido * 1280
    6. Costanza Ruffo * 1286; ⚭ Vinciguerra Grimaldi * 1280

  2. Conte Giordano Ruffo * 1251
  3. Conte Fulcone Ruffo * 1253
    1. Maialdella Ruffo

  4. Conte Giovanni Ruffo * 1256; ⚭ Marsilia di Briatico
    1. Giacoma Ruffo

  5. Margherita Ruffo * 1259; ⚭ Egidio di San Lucido (oder di SENLIS) * 1255

### Die Ruffo di Calabria (I)
1. Conte Marcello Ruffo di Calabria; ⚭ Giovanna Benavides – Vorfahren siehe oben
  1. Conte Sancio Ruffo
  2. Conte Muzio Ruffo; ⚭ Camilla di Santapau
    1. Conte Francesco Ruffo
    2. Principe Vincenzo Ruffo-Santapau-Palazzolo † 1632; ⚭ Giovanna Ruffo
      1. Maria Ruffo; ⚭ I Herzog Francesco Maria di Carafa-Nocera; ⚭ II Marchese Domenico di Conclubet-Arena; ⚭ III Herzog Giuseppe di Carafa-Bruzzano
      2. Conte Fabrizio Ruffo
      3. Principe Francesco Ruffo di Calabria-Santapau
      4. Camilla Ruffo * 1623 † 1682
      5. Principe Giuseppe Ruffo di Calabria-Santapau * 1627 † 1683; ⚭ Agata Branciforte † 1720
        1. Anna Maria Ruffo; ⚭ Herzog Carlo Ruffo-Bagnara
        2. Principe Guglielmo Ruffo di Calabria-Santapau * 1647/48; ⚭ Silvia della Marra
          1. Maria Cristina Ruffo
          2. Maria Vittoria Ruffo
          3. Maria Francesca Ruffo
          4. Giovanna Ruffo
          5. Principe Fulco Ruffo di Calabria-Santapau * 1702 † 1783; ⚭ Teresa Tovar † 1729
            1. Silvia Ruffo
            2. Giovanna Ruffo
            3. Conte Pietro Ruffo
            4. Principe Guglielmo Antonio Ruffo-Scilla * 1722; ⚭ Maria Lucrezia Reggio
              1. Maria Cristina Ruffo; ⚭ I Principe Giuseppe Parille Piccolomini-Aragona-Valle; ⚭ II Marchese Tommaso di Somma-Circello
              2. Maria Michaela Ruffo
              3. Principe Fulco Ruffo di Calabria-Santapau; ⚭ Carlotta della Leonessa
                1. Maria Lucrezia Ruffo
                2. Anna Maria Ruffo; ⚭ Marchese Giuseppe di Caracciolo-San-Agapito
                3. Conte Giuseppe Ruffo; ⚭ Maria Elisabetta Barrel
                  1. Maria Carolina Ruffo
                  2. Conte Guglielmo Ruffo; ⚭ I Gaetana Maiello; ⚭ II Virginia Lombardi

                4. Maria Enrichetta Ruffo; ⚭ Herzog Francesco di Evoli-Castropignano
                5. Maria Aurora Ruffo; ⚭ Herzog Nicola di Alessandro-Pescolanciano
                6. Maria Guglielmo Ruffo; ⚭Principe Carlo di Mari-Acquaviva
                7. Maria Francesca Ruffo; ⚭ Marchese Ferdinando di Mastrilli-Livardi
                8. Principe Fulco Ruffo di Calabria-Santapau * 1773 † 1852; ⚭ Maria Felice Alliata * 1783 † 1842
                  1. Conte Fulco Fabrizio Ruffo
                  2. Conte Fulco Guglielmo Ruffo
                  3. Carlotta Ruffo * 1799; ⚭ Marchese Giuseppe di Cuffari-Ristori-Casaleggio
                  4. Principe Fulco Ruffo di Calabria-Santapau * 1801 † 1848; ⚭ Eleonora of Galletti-San-Cataldo * 1810 † 1885 – Nachkommen siehe unten
                  5. Maria Giuseppa Ruffo * 1803; ⚭ Marchese Luigi di Gagliardi-Panaya
                  6. Herzog Fulco Ruffo-Guardia-Lombarda * 1810; ⚭ Anna Baiale
                  7. Isabella Francesca Ruffo * 1823; ⚭ Marchese Francesco Felice di Carrega † 1868

                9. Conte Raffaele Ruffo * 1780 † 1847; ⚭ Maria Giuseppa Pescara † 1855
                  1. Maria Carolina Ruffo; ⚭ Conte Giovanni di Pignatelli-Monteroduni

              4. Teresa Ruffo
              5. Luigi Ruffo * 1750 † 1832, Kardinal

          6. Conte Enrico Ruffo * 1707/08
          7. Anna Maria Ruffo * 1708/09
          8. Conte Pietro Ruffo * 1713 † 1714

        3. Giovanna Ruffo * 1676
        4. Enrichetta Ruffo * 1678 † 1750/51

      6. Margherita Ruffo * 1628 † 1673/74

    3. Conte Giuseppe Ruffo
    4. Guamara Ruffo; ⚭ Baron Giacomo di Spadafora-Messina-Venetico

  3. Conte Vincenzo Ruffo; ⚭ Maria Ruffo
    1. Giovanna Ruffo; ⚭ Principe Vincenzo Ruffo-Santapau-Palazzolo † 1632
    2. Ippolita Ruffo
    3. Conte Fabrizio Ruffo
    4. Imara Ruffo
    5. Margherita Ruffo; ⚭ Principe Giovan di Capua-Riccia-Gran-Alta

  4. Ippolita Ruffo; ⚭ Herzog Giovan di Battista-Mara-Macchia
  5. Laudonia Ruffo * 1573 † 1636; ⚭ Conte Flaminio di Caracciolo * 1572 † 1591

### Die Ruffo di Calabria (II)
1. Principe Fulco Ruffo di Calabria-Santapau * 1801 † 1848; ⚭ Eleonora di Galletti-San-Cataldo * 1810 † 1885 – Vorfahren siehe oben
  1. Principe Fulco Ruffo di Calabria-Santapau * 1837 † 1875; ⚭ I Marie Felicie Alexandrine du Barry de Merval * 1839 † 1861; ⚭ II Marie Marguerite Bonin de la Bonniniere * 1841 † 1887
    1. Eleonora Ruffo di Calabria-Santapau * 1861; ⚭ Marchese Raffaele of Torrigiani-Scilla * 1853 † 1927
    2. Isabella Maria Ruffo * 1865; ⚭ Ruggiero Galletti
    3. Maria Salusia Ruffo * 1869; ⚭ Principe Giuseppe di Caracciolo-Candriano
    4. Sophia Maria Ruffo * 1874 † 1960; ⚭ Conte Eduardo di Coardi-Carpenetto * 1857 † 1927

  2. Conte Salvatore Fulco Ruffo * 1838
  3. Fulco Luigi Ruffo * 1840, Erzbischof von Petra
  4. Principe Fulco Ruffo di Calabria-Palazzolo * 1842 † 1906; ⚭ Stefania Carmela Gaetana Galletti di San Catalda * 1850 † 1910
    1. Principe Salvatore Ruffo di Calabria-Palazzolo * 1875 † 1931; ⚭ I Carla Arnaboldi-Gazzaniga * 1875 † 1925; ⚭ II Constantina Giacosa * 1891 † 1980
    2. Principe Baldassare Ruffo di Calabria-Palazzolo * 1879 † 1962; ⚭ Antonietta Del Re * 1895 † 1984
    3. Principe Umberto Ruffo di Calabria * 1883 † 1944; ⚭ Isabella of Torrigiani * 1886 † 1982
      1. Principe Francesco Ruffo di Calabria * 1907 † 1975; ⚭ Oddina Maria Arrigoni degli Oddi * 1908 – Nachkommen
      2. Stefania Ruffo di Calabria * 1909 † 1994; ⚭ Principe Luigi Lucchesi Palli * 1908 † 1983

    4. Eleonora Ruffo di Calabria-Palazzolo * 1889 † 1977; ⚭ Enrico Ruggero * 1879 † 1941

  5. Maria Felicita Ruffo * 1846; ⚭ Herzog Giovanni di Tosti-Valminuta
  6. Principe Fulco Ruffo di Calabria-Guardia * 1848 † 1901; ⚭ Laura Mosselman du Chenoy * 1854 † 1925
    1. Eleonora Ruffo di Calabria * 1882; ⚭ I Carlo Grifeo * 1873 † 1914; ⚭ II Edmond Paul Chedeville * 1882 † 1939
    2. Principe Fulco Ruffo di Calabria * 1884 † 1946; ⚭ Contessa Luisa Gazelli * 1896
      1. Marie-Cristina Ruffo di Calabria * 1920 † 2003 ; ⚭ Casimiro San Martino, Marchese di San Germano
      2. Laura Maria Ruffo di Calabria * 1921 † 1972
      3. Don Fabrizio, Principe Ruffo di Calabria-Santapau (1922–2005), 13. Principe di Palazzolo, 14. Principe di Scilla, 7. Duca di Guardia Lombarda, 13. Marchese di Scilla und 18. Conte di Sinopoli; ⚭ Maria Vaciago
        1. Don Fulco, * 1954, Principe Ruffo di Calabria-Santapau etc.
        2. Don Augusto Ruffo di Calabria, * 1955, ⚭ 1980 Christiana Prinzessin von Windisch-Graetz
        3. Donna Imara Ruffo di Calabria, * 1958, ⚭ II 1993 Conte Marco Tonci Ottieri della Ciaia
        4. Don Umberto Ruffo di Calabria, * 1960, ⚭ 1987 Marchesa Leontina Pallavicino
        5. Don Alessandro Ruffo di Calabria, * 1964, ⚭ 1994 (geschieden 2000) Prinzessin Mafalda von Savoyen

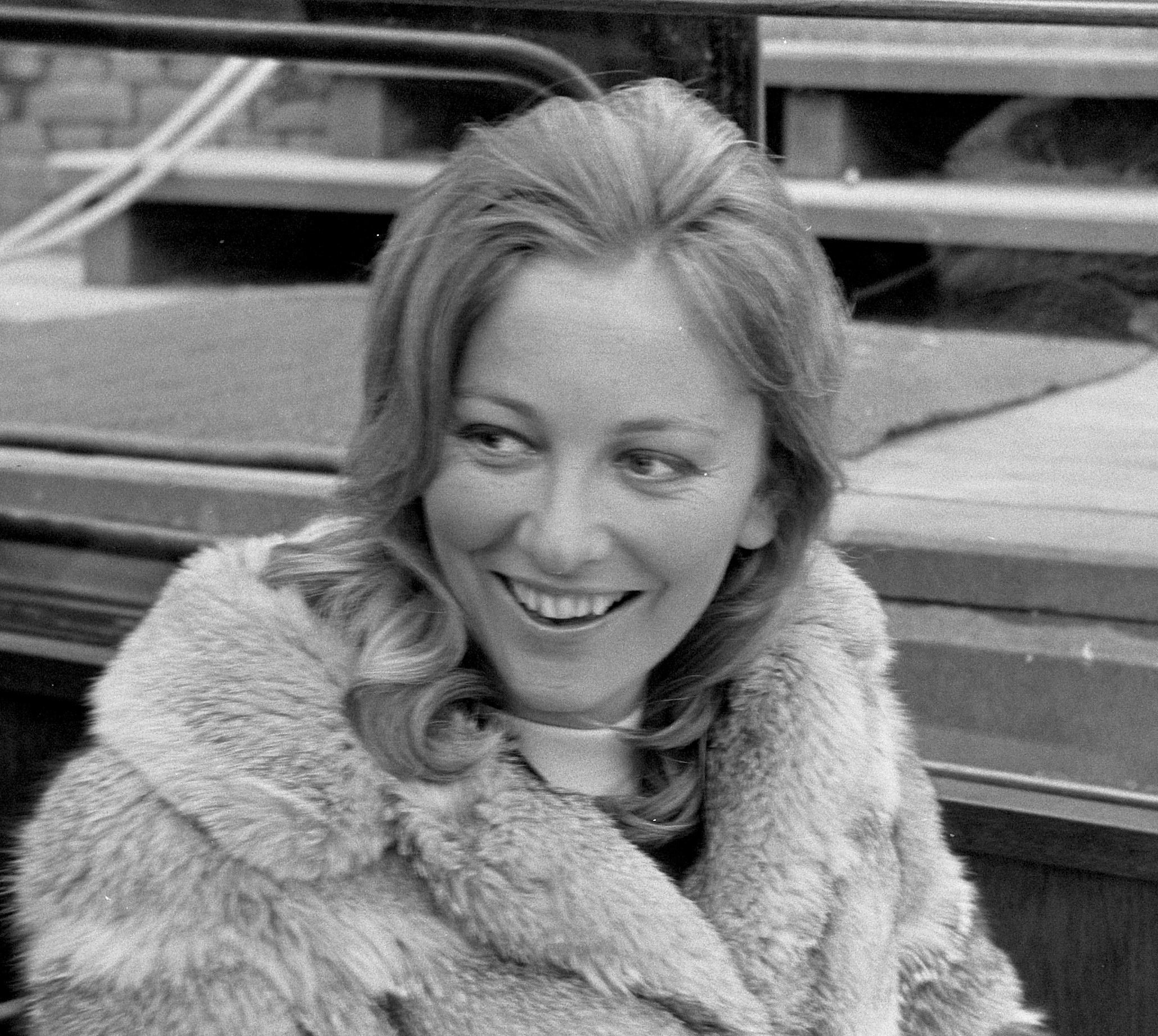
Paola Ruffo di Calabria, 6. Königin der Belgier

      4. Paola Ruffo di Calabria, 6. Königin der BelgierDon Augusto, Principe Ruffo di Calabria (1925–1943)
      5. Donna Giovannella, Ruffo di Calabria (1927–1941)
      6. Don Antonello, Principe Ruffo di Calabria, * 1930, ⚭ 1961 Rosa Maria Mastrogiovanni Tasca
      7. Donna Paola Ruffo di Calabria, * 1937, 6. Königin der Belgier; ⚭ 1959 Albert II., 1993 König der Belgier

    3. Conte Ludovico Ruffo di Calabria * 1885 † 1952; ⚭ I Agnes Orban de Xivry * 1886 † 1944; ⚭ II Jacqueline de Terlinden * 1912
      1. Yolande Ruffo di Calabria * 1911 † 1946

## Namensträger
- Antonio Ruffo (ca. 1610–1678), italienischer Geschäftsmann und Kunstmäzen
- Tommaso Ruffo (1663–1753), italienischer Kardinal und Kardinaldekan
- Antonio Maria Ruffo (1687–1753), italienischer Kardinal
- Fabrizio Dionigi Ruffo (1744–1827), italienischer Kardinal
- Luigi Ruffo Scilla (1750–1832), italienischer Kardinal und Apostolischer Nuntius
- Fulco Luigi Ruffo-Scilla (1840–1895), italienischer Kardinal und Apostolischer Nuntius
- Fulco Ruffo di Calabria (1884–1946), italienischer Jagdflieger
- Paola Ruffo di Calabria (* 1937), Königin von Belgien

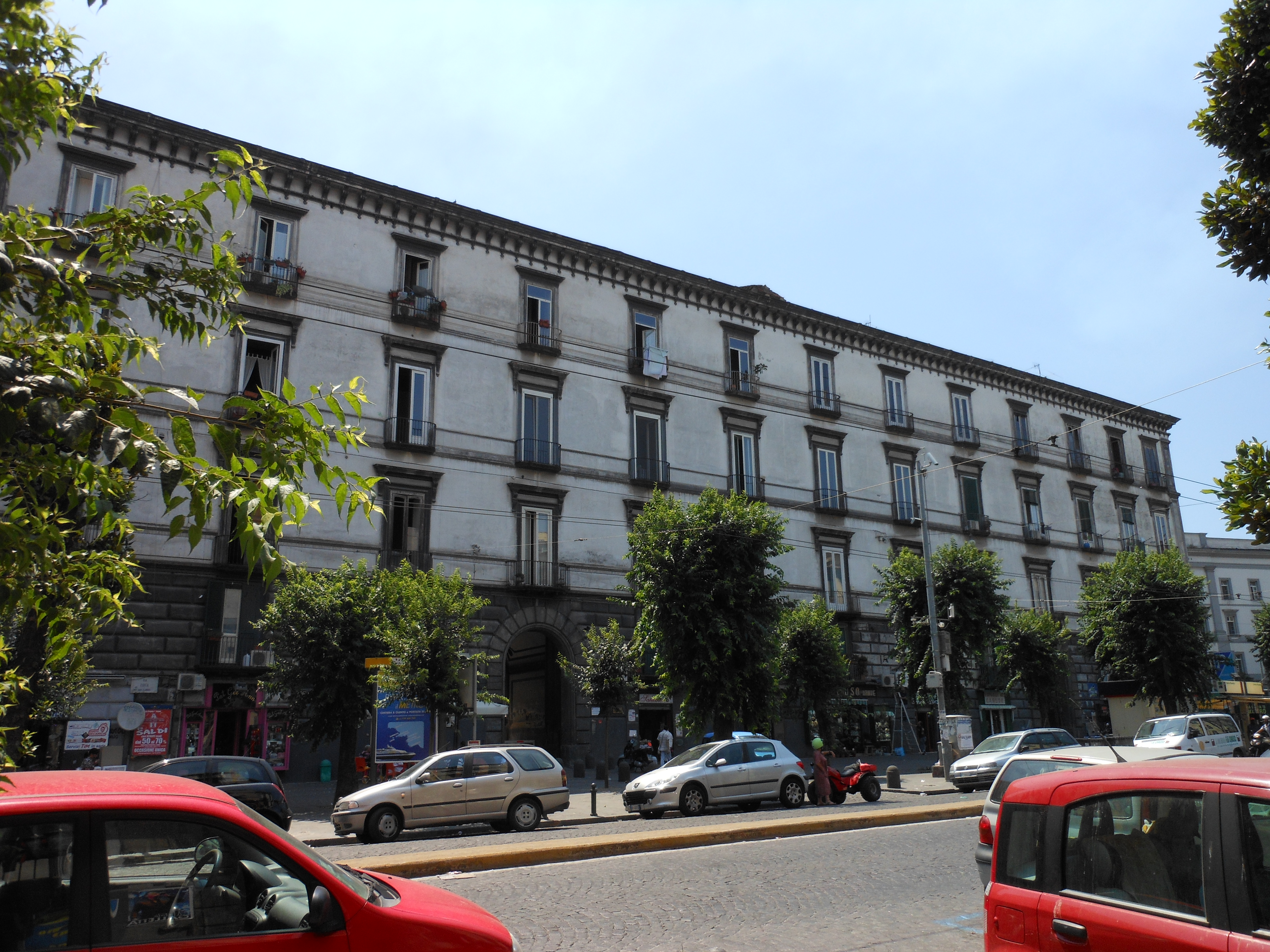
Palazzo Ruffo di Castelcicala, Neapel
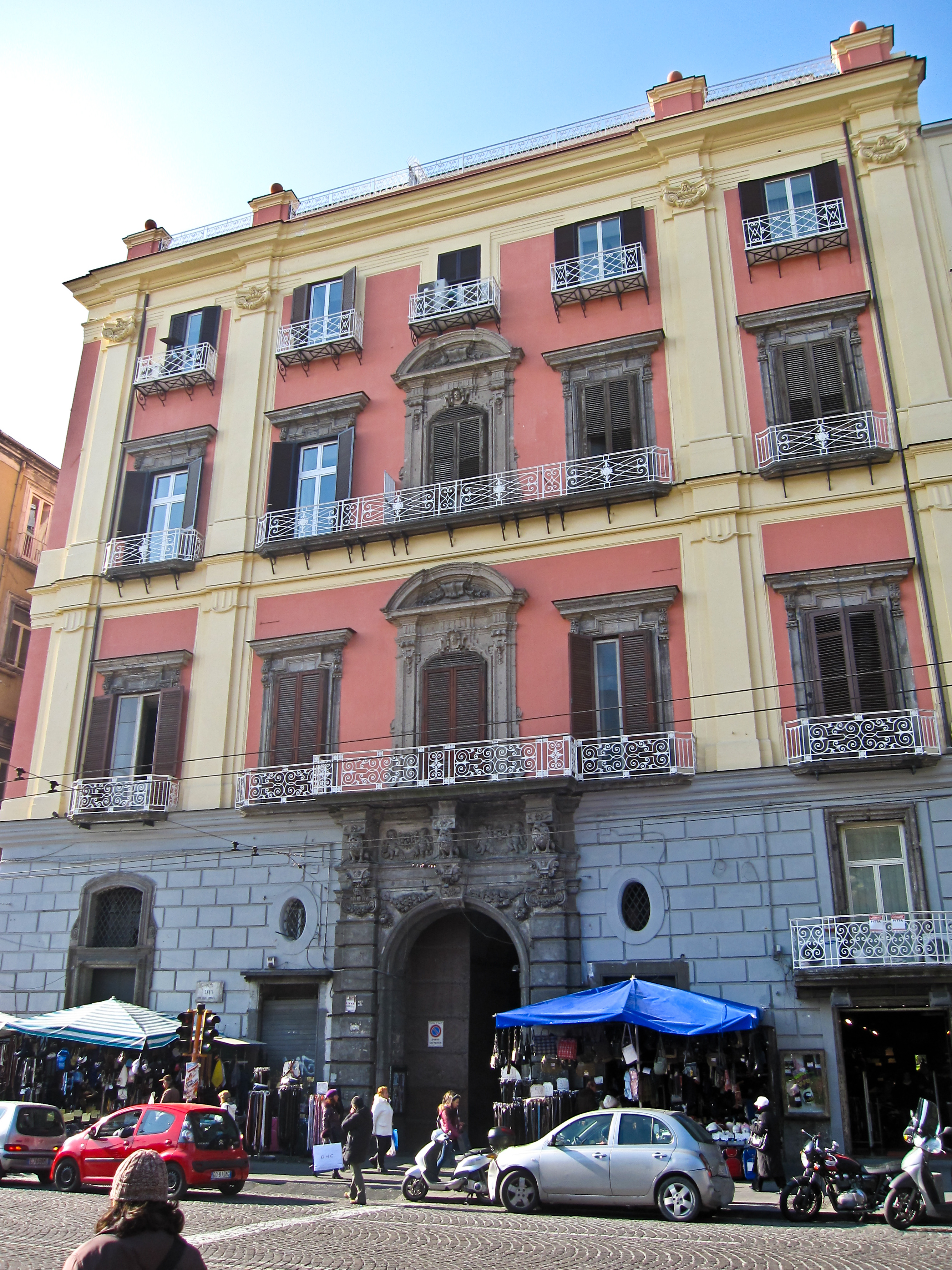
Palazzo Ruffo di Bagnara, Neapel
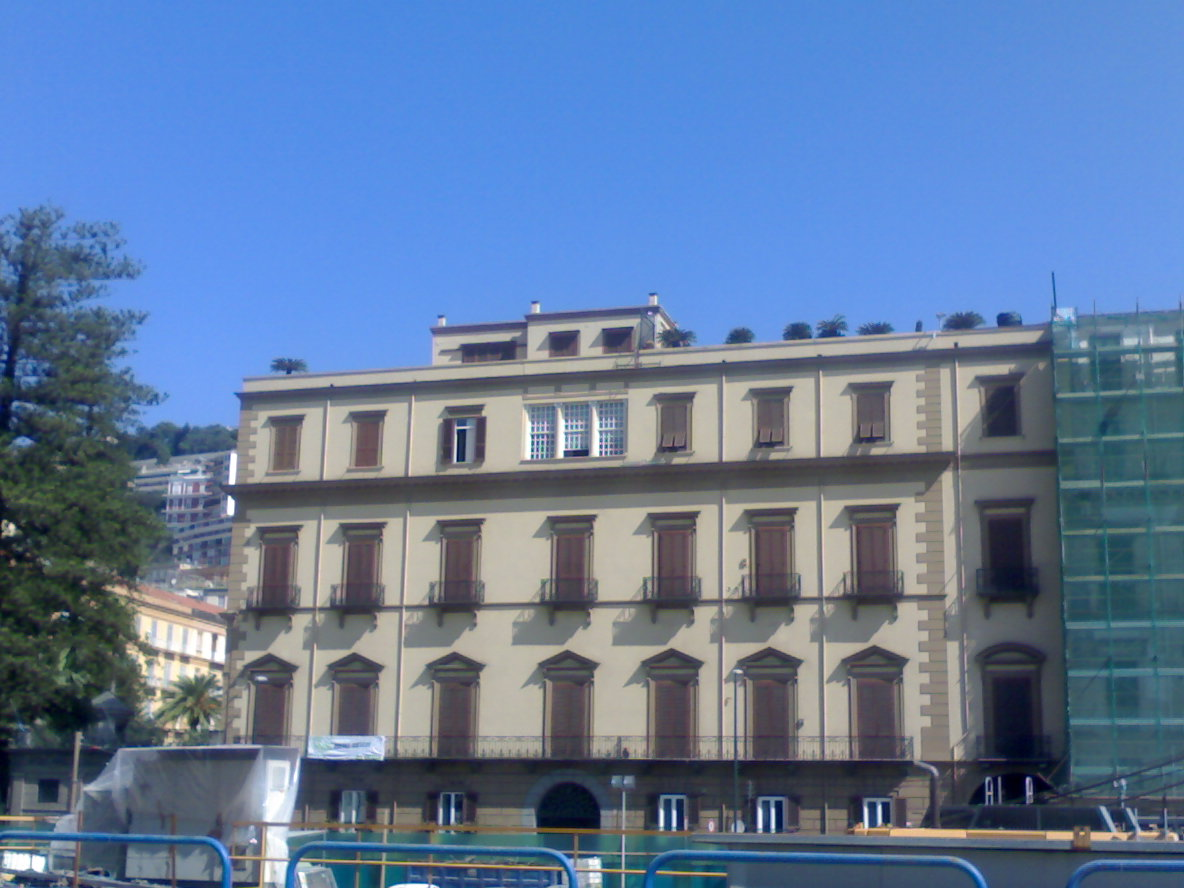
Palazzo Ruffo della Scaletta, Neapel